# 1872 au Québec
Cet article traite des événements survenus en 1872 au Québec. 

## Événements

### Janvier
- 11 janvier : lors d'un voyage en Espagne, Georges-Étienne Cartier est nommé Commandeur de l'Ordre d'Isabelle pour services rendus lors de l'insurrection cubaine de 1868[1].
- 25 janvier : deux cents délégués libéraux se réunissent à l'Institut canadien-français de Montréal afin de former les bases d'un Parti national, qui pourrait regrouper les libéraux et les conservateurs modérés[2].
- 31 janvier : une épidémie de petite vérole sévit à Valleyfield, faisant 18 victimes en un seul jour. La panique s'empare de la population et les autorités doivent y envoyer des médecins pour une vaccination obligatoire[3].

### Février
- Février : Charles-Joseph Coursol est réélu à la mairie de Montréal.

### Mars
- 17 mars : une assemblée de libéraux ratifie à Québec les résolutions de Montréal du 25 janvier. Charles-Alphonse-Pantaléon Pelletier se joint au mouvement[4].
- 29 mars : le député conservateur de Rimouski, Louis Honoré Gosselin (en), annonce sa démission[5].

### Avril
- 26 avril : le ministre fédéral Georges-Étienne Cartier présente aux Communes un projet de loi autorisant la construction d'un chemin de fer devant relier le Pacifique à l'Atlantique[6]. (Chemin de fer Pacifique-Atlantique)
- 29 avril : le conservateur Alexandre Chauveau, fils du premier ministre du Québec, remporte l'élection partielle de Rimouski[5].

### Mai
- 15 mai : un groupe de travailleurs de l'Ontario auxquels se rallient plusieurs travailleurs du Québec lancent le Mouvement pour la journée de 9 heures.
- 31 mai : Gédéon Ouimet et Louis Archambeault sont nommés directeurs du gouvernement dans la Compagnie du chemin de fer du Nord, qui doit construire un chemin de fer devant mener à Saint-Jérôme[7]. (Le P’tit train du nord)

### Juin
- 1er juin : à Ottawa, le projet de loi sur le chemin de fer du Pacifique est adopté en troisième lecture[6].
- 6 juin : on annonce la construction d'un futur collège à Trois-Rivières[8].
- 8 juin : la nouvelle église de Nicolet est inaugurée[9].
- 14 juin : la Chambre des communes adopte la loi légalisant les unions ouvrières[10].
- 25 juin : 
  - Lord Dufferin est assermenté gouverneur général dans la salle du Conseil législatif du Québec[5].
  - une assemblée du Parti national décide d'opposer Louis-Amable Jetté à Georges-Étienne Cartier dans le district de Montréal-Est lors des prochaines élections générales fédérales dont la campagne débute[11].

### Juillet
- 1er juillet : l'évêque de Rimouski, Jean-Pierre Langevin, publie une circulaire dans laquelle il défend à son clergé d'influencer les électeurs pendant la campagne électorale[12].
- 18 juillet : l'évêque de Québec, Elzéar-Alexandre Taschereau, publie un mandement reprenant les directives de l'évêque de Rimouski[12].
- 20 juillet - 12 octobre : les élections fédérales s'étendent sur 3 mois, selon les circonscriptions électorales.

### Août
- 5 août : 
  - les districts de Québec-Centre, Québec-Ouest, Québec-Comté, Lévis, Bellechasse, Kamouraska, Montmagny, Portneuf, Nicolet, Champlain et Montmorency sont les premières circonscriptions où ont lieu la votation[13].
  - dans Québec-Centre, un affrontement entre partisans du conservateur Joseph-Édouard Cauchon et ceux du libéral James Gibb Ross (en) fait un mort, tué d'une balle de revolver. C'est Cauchon qui remporte la victoire dans le district[14].
- 9 août : Cartier commence sa campagne électorale dans Montréal-Est. Certaines indications semblent démontrer qu'il serait en difficulté dans sa circonscription[15].
- 20 août : l'évêque de Montréal, Ignace Bourget, rencontre Georges-Étienne Cartier afin de faire taire une rumeur qui les opposerait l'un à l'autre.
- 28 août : Louis-Amable Jetté remporte l'élection de Montréal-Est par une majorité de 800 voix[16].

### Septembre
- 2 septembre : les districts de Chicoutimi et de Verchères sont les dernières circonscriptions québécoises où la votation a lieu[17].
- 14 septembre : Georges-Étienne Cartier est élu par acclamation dans le district de Provencher au Manitoba, le premier candidat s'étant désisté à la demande de John A. Macdonald[18].

### Octobre
- 2 octobre : centre culturel pour la communauté irlandaise de Montréal, St. Patrick's Hall est détruit par un incendie[19].
- 12 octobre : l'élection fédérale est terminée. Elle se conclut par une victoire du Parti conservateur de John A. Macdonald qui obtient 103 députés contre 97 pour les libéraux. Au Québec, le score est de 38 conservateurs et 27 libéraux[20].
- 28 octobre : Montréal fête solennellement les 50 ans de prêtrise de son évêque Ignace Bourget[21].

### Novembre
- 7 novembre : 
  - l'ouverture de la deuxième session de la 2e législature. Le discours du Trône critique le recours au désaveu qu'il qualifie d'empiètement sur les droits des provinces[22].
  - le dépôt d'une loi privé demandant à la législature le droit de fonder une université à Montréal[23].
- 20 novembre : le chef libéral, Henri-Gustave Joly de Lotbinière, accuse le député Joseph-Édouard Cauchon de conflit d'intérêts parce qu'il a signé un contrat avec le gouvernement concernant des subventions pour sa propriété de l'asile de Beauport, alors qu'il était membre de l'Assemblée législative[5].
- 29 novembre : le discours du budget de Joseph Gibb Robertson annonce de nouvelles subventions aux chemins de fer.

### Décembre
- 10 décembre : Cauchon démissionne à la suite du scandale de Beauport[5].
- 24 décembre : la session est prorogée après que le projet de loi sur l'université de Montréal ait été retiré.

## Naissances
- 3 mars - Pierre-Auguste Lafleur (en) (politicien) († 14 février 1954)
- 29 mai - William Robert Oliver (marchand et homme politique) († 4 mai 1923)
- 24 juin - Pierre-Ernest Boivin (homme d'affaires et politicien) († 26 décembre 1938)
- 24 septembre - Joseph-Léonide Perron (politicien) († 20 novembre 1930)
- 11 décembre - Édouard-Émile Léonard (homme de loi) († 15 septembre 1933)
- 13 décembre - Arthur Godbout (avocat, juge et homme politique)  († 12 mars 1932)
- 14 décembre - John Smith Archibald (architecte) († 2 mars 1934)
- 23 décembre - Charles Bélec (politicien) († 16 janvier 1958)

## Décès
- 8 mars - Cornelius Krieghoff (peintre) (º 19 juin 1815)
- 31 juillet - John Le Boutillier (homme d'affaires) (º 23 avril 1797)
- 22 août - John Bethune (en) (prêtre) (º 5 juin 1791)

### Articles généraux
- Chronologie de l'histoire du Québec (1867 à 1899)
- L'année 1872 dans le monde
- 1872 au Canada

### Article sur l'année 1872 au Québec
- Élection fédérale canadienne de 1872